# 登大遊
登大遊（1984年11月17日—），日本程式設計師、企業家，以開發出SoftEther這套VPN軟體聞名。

## 生平
1984年出生於兵庫縣，小學二年級開始自學程式設計，中學就讀於大阪府高槻市高槻中學，畢業後就讀於筑波大學。
2003年，當時身為大學一年級學生的登大遊開發出SoftEther 1.0，此軟體實現了Ethernet over IP技術，因此可穿過防火牆建立一條VPN通道。由於可能會造成資訊安全方面的問題，而暫停公開，但後來恢復公開。登大遊並開發出偵測LAN內SoftEther存在的「SoftEtherAlert」以及阻擋SoftEther的軟體「SoftEther Block」，以化解外界對SoftEther造成資安問題的疑慮。
2004年4月，登大遊與筑波大學合作成立校辦企業——SoftEther株式会社（ソフトイーサ株式会社），登大遊擔任董事長。
2007年起就讀同校研究所。同年成為日本的網際網路研究機構WIDE Project成員。
2022年4月起擔任筑波大學國際產學合作本部客座教授。

## 外部連結
- （日語）登 大遊@筑波大学情報学類のSoftEther VPN日記 （页面存档备份，存于） - プライベートブログ。
- （日語）登 大遊@筑波大学 の Web サイト (仮)  （页面存档备份，存于）- 筑波大学のサーバ上のページ。
- （日語）筑波大学大学院システム情報工学研究科コンピュータサイエンス専攻ソフトウェア研究室 （页面存档备份，存于） - 登の所属研究室。
- （日語）インタビュー記事 （页面存档备份，存于） - ドリームゲートによる。